# Sâneață
Sâneața era o pușcă primitivă cu cremene. Seimenii, soldați pedeștri care păzeau Curtea domnească în secolele al XVII-lea și al XVIII-lea, erau înarmați cu sânețe.
Termenul sâneață este atestat pentru prima dată în cronica lui Moxa (unde apare sub forma svineață - din slava veche: svinĭcĭ = plumb; rusă: svinéc), unde desemnează flinta.